# 弹簧秤

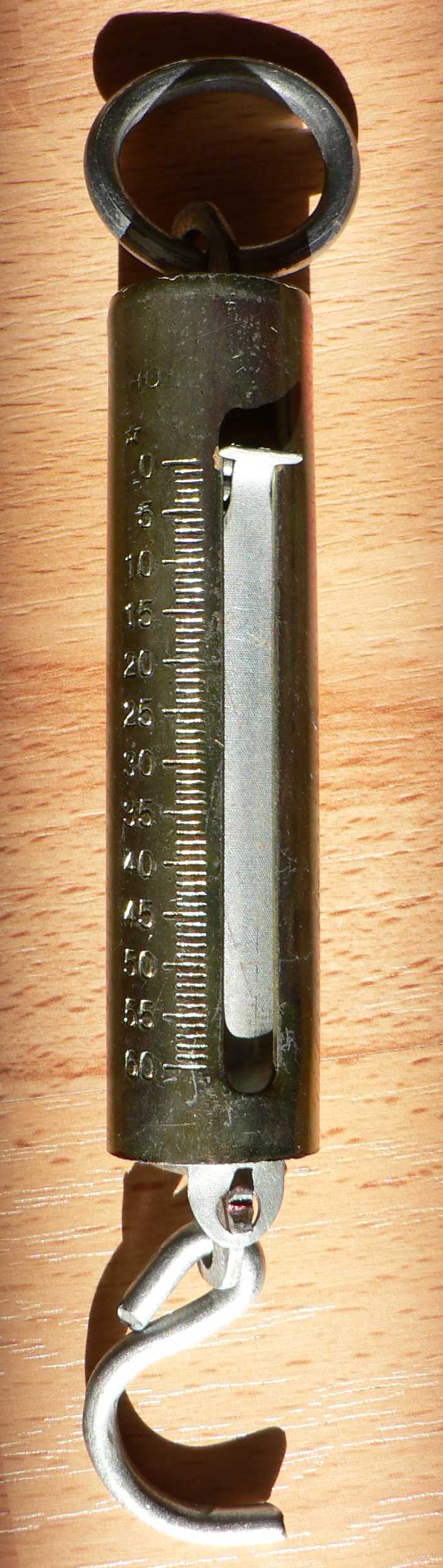
彈簧秤

弹簧的变形来测量作用力大小或物体重量的仪器。作用力的大小可以從弹簧秤的指针和外壳上的标度直接读出。
弹簧秤可根据其运作原理细分为拉力弹簧秤和压力弹簧秤。

## 使用

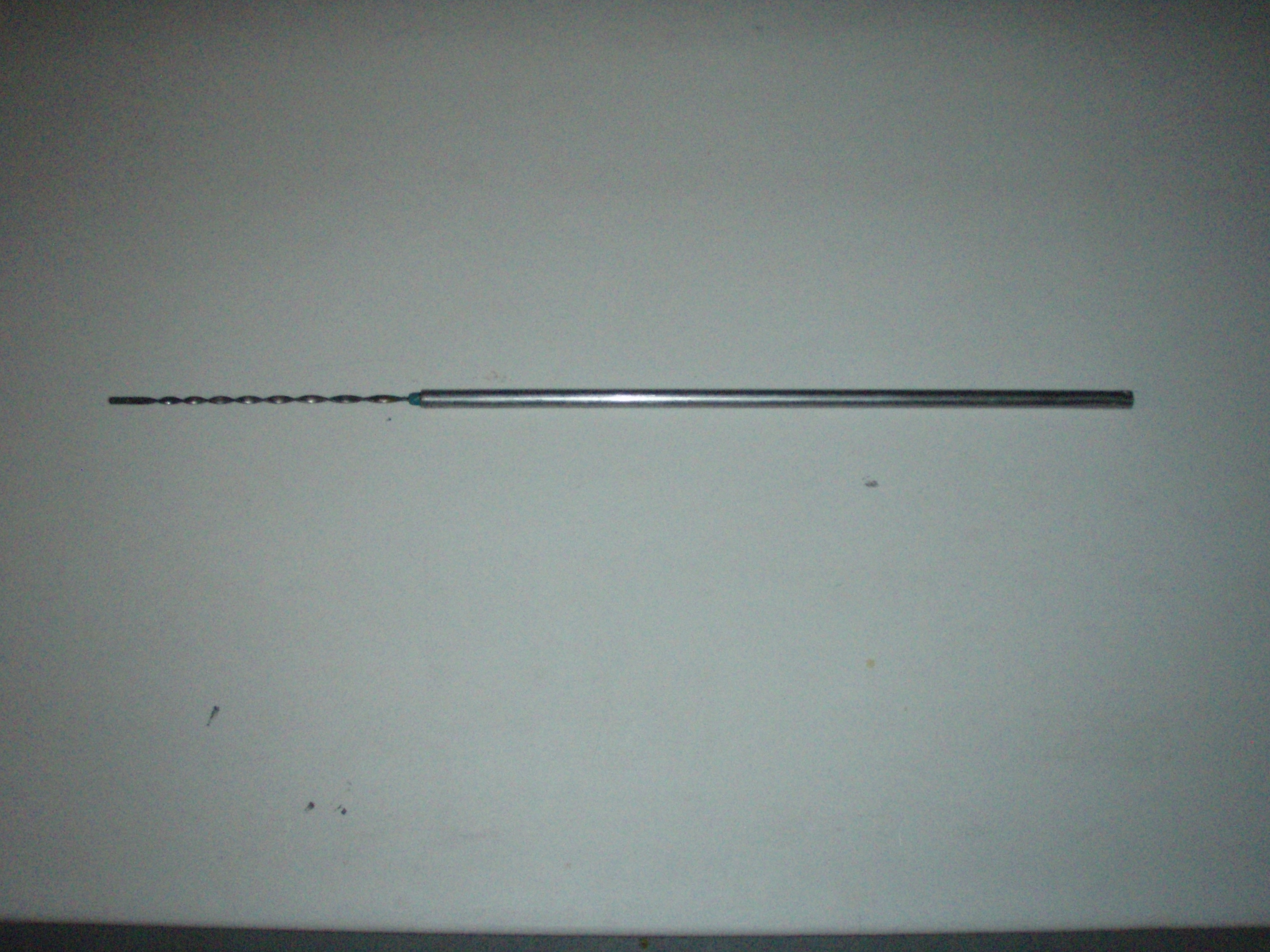
窗扇螺旋平衡器示例